# سیارک ۱۸۱۰۶
سیارک ۱۸۱۰۶ (به انگلیسی: 18106 Blume، نامگذاری:2000NX3) هجده هزار و صد و ششمین سیارک کشف شده‌است که در ۴ ژوئیه ۲۰۰۰ کشف شد.
قدر مطلق سیارک برابر ۳.۵ است.